# Frumosu
Frumosu est une commune roumaine située dans le județ de Suceava.